# مضاعف شدن ژن

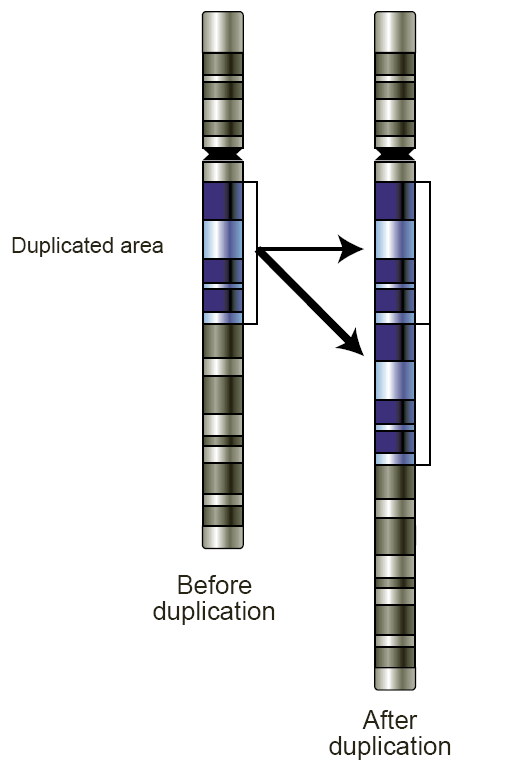
Schematic of a region of a chromosome before and after a duplication event

مضاعف‌سازی ژن یا مضاعف‌سازی کروموزم، مضاعف شدن یک بخش از DNA است که شامل یک ژن باشد که در واقع یک خطا در عملیات ساخت یک کپی از روی کروموزوم (homologous recombination) ایجاد شود. نسخه دوم ایجاد شده از ژن معمولاً دردسرساز نیست به این معنا که اگر یک جهش در آن رخ دهد تأثیر مخربی بر روی ارگانیسم نخواهد داشت؛ بنابراین در این حالت جهش‌ها ی بیشتری برای یک ژن نسبت به حالت یک نسخه‌ای رخ می‌دهد. در مقابل با مضاعف شدن ژن حالت پاک شدن ژن قرار دارد. مضاعف شدن ژن در طی فرایند cross_over نابرابر، در هنگام تقسیم میوز و ساخت کروموزم‌های هومولوگ رخ می‌دهد. شانس رخ دادن این اتفاق، تابعی هم درجه با تقسیم عناصر تکراری میان کروموزوم‌ها است. محصول این recombination یک ژن مضاعف در مکان تبادل در یک کروموزم ویک حذف ژن به صورت همزمان.

## مضاعف‌سازی ژن به عنوان یک رخداد تکاملی
عقیده بر این است که مضاعف‌سازی ژن نقش مهمی در تکامل بر عهده دارد و این قضیه به وسیلهٔ دانشمندان صد سال اخیر تأیید شده‌است و Susumu Ohno یکی از دانشمندان مشهور در این تئوری است که در کتاب خود Evolution by gene duplication به آن پرداخته‌است. Ohno نشان داد که مضاعف شدن ژن مهم‌ترین اجبار تکاملی برای پذیرفتن وجود یک جد مشترک همگانی است.
مضاعف شدن کل ژنوم نیز امری غیرمعمول نیست، این عقیده وجود دارد که در حدود ۱۰۰ میلیون سال پیش عمل مضاعف شدن ژنوم در مخمر رخ داده‌است. گیاهان دارای بیشترین نرخ در مضاعف شدن ژنوم هستند. به عنوان مثال گندم یک polyploidy (داراین کروموزم‌هایی چند برابر تعداد اصلی) است بدین صورت که شش کپی از ژنوم خود دارد.
ژن مضاعف باعث ایجاد مشکل در ارگانیسم نخواهد شد و این آزادی منجر می‌شود تا جهش‌ها در این حالت بتوانند به افزایش توانایی فیزیکی(fitness) ارگانیسم یا ایجاد یک کارکرد جدید کمک کنند. یک مثال واضح برای این مسئله در جهشهایی که در ژن‌های گوارشی مضاعف شده یک خانواده از ماهی‌های قطبی رخ داده‌است دیده می‌شود که منجر به تولید یک ژن ضدیخ شده‌است.
یک دیدگاه دیگر این است که ممکن است هردو نسخه موجود ژن آزادانه و مستقل از هم جهش‌های مخرب داشته باشند که با وجود دو نسخه از ژن می‌توان نسخه اصلی ژن را پیدا کرد.
به هر کدام از دو ژن به وجود آمده پس از عمل مضاعف شدن paralog گفته می‌شود که معمولاً پروتئین‌های مشابه تولید می‌کنند. و در مقابل به ژنهایی که در گونه‌های مختلف قرار دارند و یک پروتئین مشابه تولید می‌کنند orthologous گفته می‌شود که در فرایند گونه‌زایی به دست می‌آیند.

## مضاعف شدن ژن به عنوان یک تقویت‌کننده
مضاعف شدن ژن لزوماً تغییر پایداری در ژنوم گونه ایجاد نمی‌کند در واقع در بیشتر موارد این تغییرات پس از موجود میزبان پایدار نمی‌ماند. مضاعف شدن ژن باعث تقویت ژن خواهد شد بدین معنی که از دیدگاه ژنتیک مولکولی، تقویت ژن یکی از راه‌هایی است که باعث بیان بیش از حد ژن خواهد شد.
تقویت ژنتیکی می‌تواند به صورت مصنوعی و با کمک تأثیرات زنجیره‌های پلیمراز انجام شود همچنین این عمل به صورت طبیعی (مضاعف شدن ژن) نیز صورت می‌گیرد. عمل مضاعف شدن طبیعی عمدتاً در سلول‌های غیر جنسی رخ می‌دهند و اگر این عمل در سلول‌های وراثتی رخ دهد می‌تواند به نسل بعدی منتقل شود.
در برخی از موارد مضاعف شدن ژن می‌تواند اثرات مخربی داشته باشد به عنوان مثال مضاعف شدن ژن یکی از عواملی است که می‌تواند باعث سرطان سینه شود. در این موارد مضاعف شدن ژن در سلول‌های غیر جنسی رخ می‌دهد به دین معنی که روی کل ارگانیسم اثری ندارد بلکه تنها بر روی ژنوم سلول سرطانی اثر می‌گذارد

## شناسایی ژنهای مضاعف با استفاده از ریزآرایه ها(microarrays)
از روش‌هایی مانند ریزآرایه‌های ژنومیک برای تشخیص مشکلات وحالات غیر نرمال در کروموزم‌ها استفاده می‌شود. از این متد می‌توان برای تشخیص ژن‌های مضاعف شده‌استفاده کرد. به این صورت که ریز آرایه می‌تواند به صورت هم‌زمان میزان بیان ژن‌ها را نمایش دهد. با استفاده از این روش می‌توان با اندازه‌گیری بیان ژن‌ها و مقایسه آن با حالت عادی به مضاعف شدن ژن پی برد